# D506i
mova D506i（ムーバ・ディー ごー まる ろく アイ）は、三菱電機によって開発された、NTTドコモの第二世代携帯電話 (mova) 端末製品である。

## 概要
F506iと同時に発売。メインディスプレイはD505iSを踏襲するが、サブディスプレイは1.5インチに大型化され(解像度はQQVGAのまま変更なし)、カレンダーや受信メール、マイピクチャに保存した画像などを表示できる。またカメラにはレンズカバーが付き、あらかじめ登録しておいた音声でシャッターが切れる機能が付いた。また最大174分記録(本体内蔵メモリ使用時)できるボイスレコーダー機能を新たに搭載。ヘルプ機能、シンプルメニューも用意されていた。ATOKは新たに連想変換に対応。
iアプリはiアニメっちゃメーラーDX、どこでもチョコボ3倒せ！虹色大魔王編、BATTLE GEAR D、格闘遊技、ウゴクフォトミラクル、珍さんのTVリモコンを搭載。
この端末をベースにGSM端末にさせた、M900という端末が欧州などで売られていた。

## 沿革
- 2004年4月27日：N506i・F506iと同時にドコモより発表。
- 2004年5月19日：発売開始。
- 2012年3月31日：movaサービス終了により使用はこの日限りとなる。